# تيتوان كاستريك
تيتوان كاستريك (من مواليد 28 أغسطس 2004) هو متسابق كانو فرنسي يتنافس على المستوى الدولي منذ عام 2021. فاز بالميدالية الفضية في فئة التعرج كي-1 في دورة الألعاب الأولمبية الصيفية 2024. فاز بميداليتين في حدث فريق كي-1 في بطولة العالم بميدالية فضية في عام 2023 وميدالية برونزية في عام 2022. كما فاز بميداليتين برونزيتين في حدث فريق كي-1 في بطولة أوروبا، بما في ذلك واحدة في دورة الألعاب الأوروبية 2023 في كراكوف.